# トヨタ・ブレイド
ブレイド (BLADE) は、トヨタ自動車が日本において生産・販売していた、ハッチバック型の高級乗用車である。

## 概要
ブレイドは、フォルクスワーゲン・ゴルフをターゲットに開発された。「大人しくない大人に、ショート・プレミアム」というコンセプトの下、高級車の上質さを兼ね備えたアクティブな大人のためのハッチバック車として設定され、トヨタ店とトヨペット店の2系列で販売されていた。目標月間販売台数は3,000台。
同社のオーリスとは姉妹車の関係にあるが、本車種は日本国内専用車として販売された。両車はコンセプトとターゲット層、主に前部のエクステリアデザインやリアコンビネーションランプの意匠が異なり、リアサスペンションも日本仕様オーリスのFF車で標準となるトーションビーム式に対して、ハンドリングと路面追従性に優れるヴァイザッハ・アクスル型ダブルウィッシュボーン式の独立懸架（4WD仕様のオーリス等とほぼ共通）がFF車、4WD車を問わず標準設定される。フロアパンや内装の一部はオーリスと共通となるが、排気量の拡大（出力と重量の増加）に伴い、ボディの一部とブレーキが強化された。装備も上級車種として見合うよう、ダッシュボードにスエード調表皮が奢られるなど、見た目の品質感の向上が図られるほか、横滑り防止装置（VSC）が装着されるなど、より上級の装備が標準装備とされた。
生産はオーリス同様、関東自動車工業（現・トヨタ自動車東日本）の岩手工場（岩手県胆沢郡金ケ崎町）が担当していた。
カローラ系列のプラットフォームをベースとする車両の中では最上の車格と最大の排気量（マスターの3.5 L）となる。

## 初代 E15H型（2006年-2012年）

### メカニズム
エンジンは、2.4 Lは直列4気筒の2AZ-FE型、3.5 LはV型6気筒の2GR-FE型が搭載されていた。プラットフォームはオーリスと共通で、RAV4やエスティマに用いられた新MC（ミディアム・コンパクト）プラットフォームをベースに開発され、トランスミッションは2.4 Lは全車7速マニュアルモード付きCVT（Super CVT-i）、3.5 Lはスーパーインテリジェント6速ATが搭載されていた。3.5L車のパワーウェイトレシオは5.25kg/PS と、トヨタFRスポーツのJZA80系スープラRZグレードと同等である。そのため、マスターの取扱い説明書には必ずハイグリップタイヤを装着する旨の注意書きがされていた。
フロントサスペンションはマクファーソンストラット式、リアサスペンションはダブルウィッシュボーン式をFF・4WD（マスターはなし）全車に採用。前述のとおり、主要なボディフレームとサイドパネル、内装の一部はオーリスと共通となるが、エンジン排気量の拡大に伴いボディの一部とブレーキが補強される。運転支援機能では、ヒルスタートアシストコントロール、ホイールスピンを防止するTRC（トラクションコントロール）、VSC（横滑り防止装置）、EBD（電子制御制動力配分システム）付ABS、ブレーキアシストが設定されていた。

### デザイン・コンフォート
フロントマスクデザインはオーリスとの差別化が図られ、プレミアムセダンのようにやや押し出しの強いグリル（専用エンブレム付き）とL字型ヘッドランプなどに日本的な高級感を強調したデザインを採用し、12代目クラウンとかなり似通ったものになった。一方、リアデザインは専用のクリアコンビランプが与えられるほか、リアフェンダーからリアエンドにかけての豊かな曲面により接地感（安定感）の高いデザインが与えられていた。
ブレイドは、トヨタ製上級車種を意識した塗装品質規格が適用されていたほか、ライバルをしのぐ静粛性を確保。内装では、基本造形では中世欧州建築様式にヒントを得た「フライングバットレス」（飛梁）など、オーリスとの共通の特徴を持つほか、ダッシュボード表皮にスエード調表皮を用いるなど一部部品の表面素材は、オーリスと比べ良質のもの（スエード調インテリア）を採用していた。インテリアカラーは標準色のダークブルーの他、上級グレードには、アイボリーの専用色も設定され、人工皮革・アルカンターラシート（運転席8ウェイパワーアシスト付）を標準装備。標準グレードはダークブルーファブリック。

### グレード
2.4 L車は、前期型では標準グレードである「ブレイド」、上級の「ブレイドG」、2008年（平成20年）の一部改良で追加された最上級グレード「ブレイドG Version L」の3種が展開され、それぞれにFFと4WDが用意された。
2009年（平成21年）のマイナーチェンジで「Version L」が廃止された。また、標準グレードにメッシュグリル、フロントスポイラー、サイドマッドガード、17インチアルミホイール（標準グレード、Gは16インチアルミホイール）、専用チューンドサスペンションを装備し、内装にはレッド照明メーター、3本スポークステアリングを装備したSパッケージが設定された。ただし、Sパッケージはグレードではなくパッケージオプションの位置付けとしている。
これらのグレードの基本機構は共通で、装備品目が異なる。全車CVT（Super CVT-i）を搭載。また、オーリスよりも上級志向のモデルになるため、標準グレードでもSRSエアバッグ（運転席・助手席）、SRSニーエアバッグ（運転席）、サイドエアバッグ（前席のみ）、サイドカーテンエアバッグ（前後席）、リアセンターヘッドレストなどの安全装備をはじめ、本革製シフトグリップ、フォグランプ、コンライト（自動点灯ヘッドライト）、サイドターンランプ付き電動格納式カラードドアミラー、常時発光式メーター、スマートエントリー・スタートシステムなど、通常のコンパクトカーの最上級グレードと同等の装備が標準装備になっていた。標準搭載されるエアコンはセカンダリベンチレーション付オートエアコンで、上級グレードは左右独立温度設定が可能だった。ディスチャージヘッドランプは標準グレードはオプション、上級グレードで標準装備。
3.5 Lエンジン搭載車は、前期型では標準グレードである「ブレイドマスター」、上級の「ブレイドマスターG」、2008年の一部改良で追加された最上級グレード「ブレイドマスターG Version L」が展開された。2009年（平成21年）のマイナーチェンジでは、2.4 L車同様に「Version L」が廃止された。
駆動方式はFFのみで、トランスミッションはスーパーインテリジェント6速ATを搭載。サスペンションは専用チューニングされ、16インチディスクブレーキと17インチアルミホイールとタイヤが採用された。ステアリングにパドルシフト、内外装ではフロントグリル、リヤエンブレム、本革巻きシフトレバーノブ、シフトゲートパネルなどが専用品となる。上級のマスターGでは、マスターの装備に加え、レーダークルーズコントロールとミリ波レーダー方式プリクラッシュセーフティシステム、助手席4ウェイパワーシートを追加。
なお、2008年（平成20年）に追加された最上級グレードの「Version L」では、ブレイドG・ブレイドマスターGの装備に加え、ローズ色のフル本皮シートを採用したほか、内装の一部にも本皮を使用。外装でもスーパークロームメッキ仕上げのアルミホイールやスモーク加飾フロントヘッドランプを標準装備。ボディカラーにもグレード専用色として「マルーンマイカ」を追加した。
日本国内専売となるブレイドは日本国外仕様との共通化を意識したオーリスと異なり、寒冷地仕様に装着可能となるリヤフォグランプは販売店装着オプションのバンパー右下部埋め込み型となっている。これはE140系カローラシリーズやT260系プレミオ/アリオンなど、リヤフォグランプの装備が義務化されている地域への輸出を考慮していないトヨタ車によく見られる対応である。

### 位置づけ
2006年（平成18年）10月に先行発売されたオーリスとともに、その成り立ちを見ればカローラランクス/アレックスの後継車種として捉えられがちであるが、実際にはクラウンなどの大型サルーンからのダウンサイジング需要などにも対応できる「小さな高級車」として、かつてのプログレ/ブレビスやレクサス・CTなどに代表される「プレミアムコンパクト」として誕生した車種である。
2006年（平成18年）のカローラシリーズのモデルチェンジでは、日本国内および北米、途上国向けカローラ後継車（E140型）と中国・欧州向けカローラ後継車（E150型）は、それぞれ別の型式番号を持ち、国内では両者の型式が併売された。これは、中国向けカローラセダンの後継車（卡羅拉）と欧州向けカローラハッチバックの後継車（オーリス）が、現地の市場動向に応じて大型化されたことによるものである。
オーリスとその姉妹車であるブレイドは、先にモデルチェンジを果たした日本国内向けの10代目カローラシリーズとは異なり、オーリスから採用された新MCプラットフォームをベースとして開発され、特にブレイドについては前述のとおり大排気量エンジンや、それに見合った装備と質感を備えた日本車初となる「プレミアム・ハッチバック」として開発された。そのこともあり、3.5 L V6エンジン搭載車としては非常にコンパクトな車体でもあった。オーリスは欧州市場でCセグメントハッチバック車に分類され、それら同格車と競合する世界戦略車であったが、ブレイドについては遊び心を忘れないおしゃれな団塊の世代（2006年当時、60代前後のユーザー層）の上位車種からの乗り換え（ダウンサイジング）層をターゲットとした日本国内専用モデルとして、また子育てを終了した一部のポスト・ミニバンユーザー層もターゲットとし、スタイリング、室内空間、走行性能、それぞれを融合させた新しい上級車として新規提案された。
その後、ブレイドの「ショート・プレミアム」のポジションはハイブリッド化されたCTに取って代わられ、2012年（平成24年）4月で販売が終了された。
なお、姉妹車のオーリスは2代目に移行したが、トヨペット店では2016年（平成28年）4月にオーリスハイブリッドが追加されるまで併売はされていなかった。また、トヨタ店は本車種の廃止以降、2020年（令和2年）5月からのトヨタ全車種併売化に合わせカローラスポーツが導入されるまで、3ナンバーハッチバックのポジションが消滅した。

### 沿革
- 2006年（平成18年）12月21日 - 発表・発売。

- 2007年（平成19年）8月1日 - V6・3.5 L エンジンを搭載した「ブレイドマスター」を新設定。
- 2008年（平成20年）10月7日 - ブレイドG・ブレイドマスターGに「Version L」を新設定。あわせて一部改良（ラゲージルームの容量を拡大）。
- 2009年（平成21年）12月1日 - マイナーチェンジ。

エクステリアデザインおよびインテリアデザインの変更。その他パーキングブレーキをセンターレバー式から足踏み式に変更し、大型センターコンソールボックスが新たに装備されて収納スペースを拡大した。
グレード設定では「Version L」が廃止され、「3.5 MASTER-G」・「2.4G」に統合。オール本革表皮と快適温熱シート（運転席・助手席）が標準で装備された。さらに3.5 Lエンジンの6速ATにはレクサス・IS Fにも採用された「SPDS」がトヨタ車で初めて搭載。更には2.4 Lモデルに「S Package」が新たに設定された。
- 2012年（平成24年）
  - 4月[4] - 生産終了（同年2月オーダーストップ）。
  - 6月27日 - 販売終了。1代限りで絶版となった。販売は低迷し、末期には月販台数が100台を割り込むほどだった[5]。

### 生産台数
- 総生産台数：50,472台
  - 前期型：46,369台（うちマスターシリーズ：2628台）
  - 後期型：4103台（うちマスターG：272台）

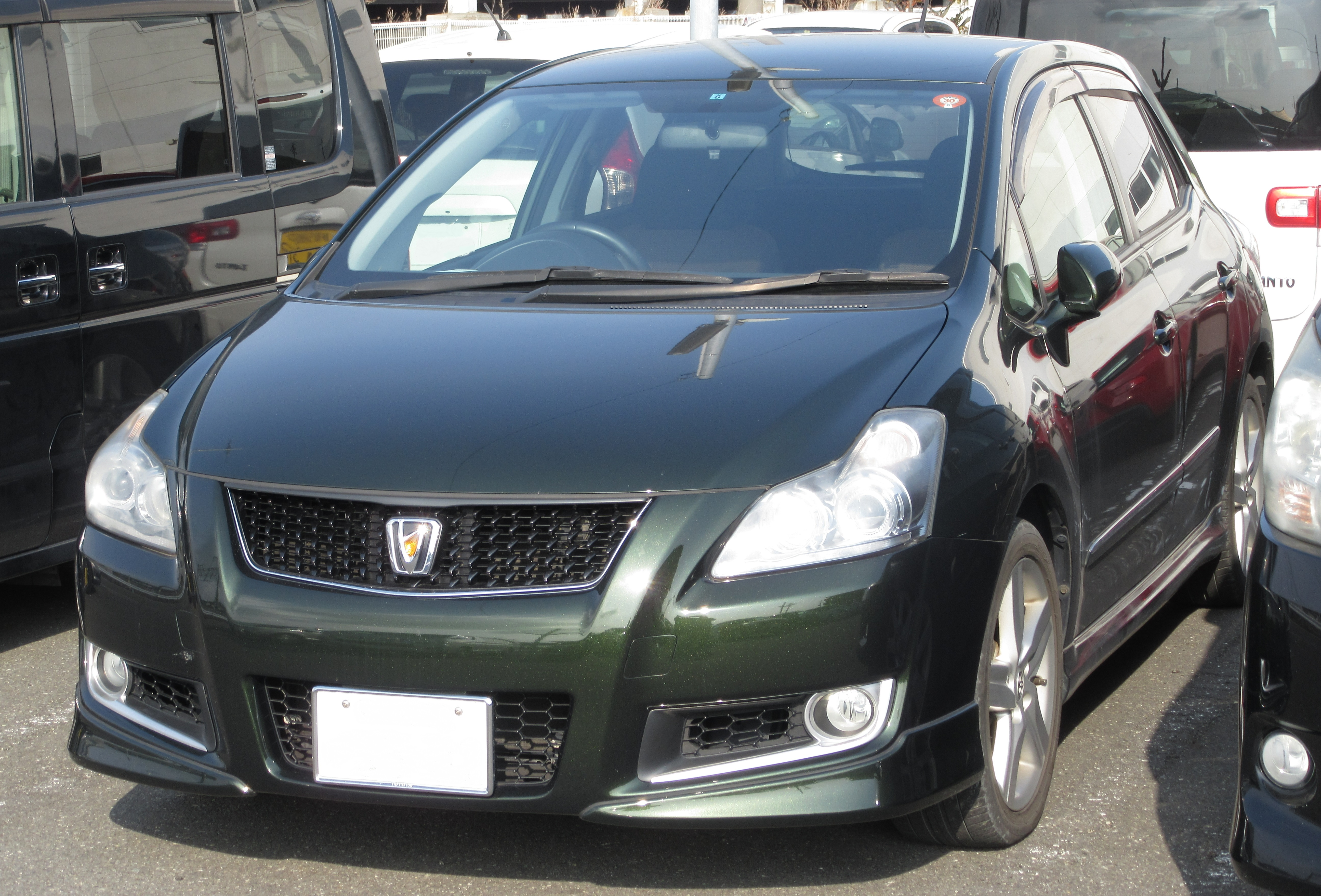
2009年12月改良型　マスター

## 車名の由来
「ブレイド」は英語で刃（やいば）を意味し、「人を魅了する鋭さを持ったクルマ」を表す。スタイルや走りにおいて人を魅了する鋭さを持ち、新しいマーケットを切り拓きたいという開発者の想いが込められている。
なお、3.5 L V6搭載車のサブネーム「マスター」（Master）は、英語のMasterpieceから取られた。

## 取り扱いディーラー
- トヨタ店
- トヨペット店